# Gerechter unter den Völkern

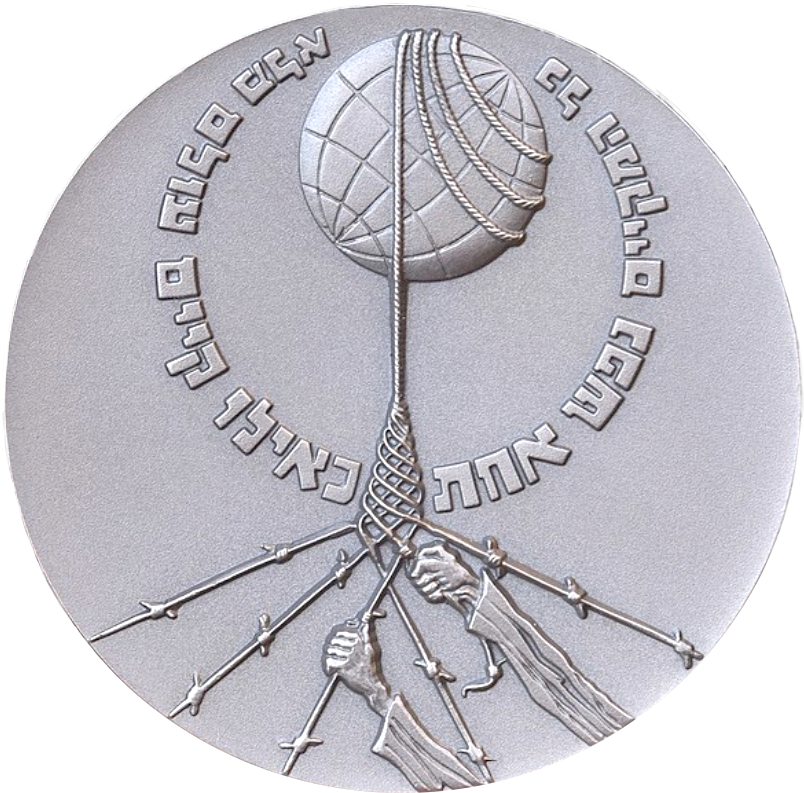
Medaille Gerechter unter den Völkern – Wer immer ein Menschenleben rettet, hat damit gleichsam eine ganze Welt gerettet

Gerechter unter den Völkern (hebräisch חסיד אומות העולם Chassid Umot ha-Olam) ist ein in Israel nach der Staatsgründung 1948 eingeführter Ehrentitel für nichtjüdische Einzelpersonen, die unter nationalsozialistischer Herrschaft während des Zweiten Weltkriegs ihr Leben einsetzten, um Juden vor der Ermordung zu retten.

## Biblisch-jüdischer Hintergrund
Der Ausdruck stammt aus alter Tradition des Judentums. So findet sich im Talmud der Satz:

„Die Gerechten aus den Völkern haben einen Platz in der kommenden Welt.“

Diese Auffassung beruht ihrerseits auf spezifisch biblischer Theologie: Nach der exilisch-nachexilischen Prophetie Deuterojesajas sollten Gojim (Angehörige andersgläubiger Völker) Anteil am kommenden Reich Gottes erhalten, wenn sie die Einzigkeit JHWHs, des Gottes Israels, und seiner wichtigsten Weisungen (Tora) anerkannten. Im Anschluss daran bezeichnen Juden seit Beginn der abendländischen Zeitrechnung mit dem Ausdruck gute, gottesfürchtige Nichtjuden. Diesen „Gottesfürchtigen“ wurde die Einhaltung aller 613 Gebote und Verbote der Tora und ihrer mündlichen Auslegungen, die in der Mischna und Gemara gesammelt wurden, erlassen. Stattdessen sollten diese Nichtjuden nur den weiter gefassten ethischen Prinzipien folgen, die in den Noachidischen Geboten zu finden sind.

## Einrichtung der Ehrung
Nach dem weltweiten Bekanntwerden der Verbrechen des Nationalsozialismus, besonders des Holocaust an den Juden, setzte sich in Israel allmählich die Meinung durch, dass auch an die Menschen erinnert werden müsse, die das Schicksal der Juden damals nicht gleichgültig hinnahmen, sondern ihnen auf vielfältige Weise zu helfen versuchten und dazu persönliche Risiken und Nachteile auf sich nahmen. Man sah im Verhalten dieser verhältnismäßig wenigen Einzelpersonen zugleich Beispiele dafür, was vielen weiteren Zeitgenossen des Holocaust an Hilfe für die verfolgten Juden möglich gewesen wäre, wenn sie diese als persönliche Verpflichtung angesehen hätten. Diese Beispiele wollte man der Nachwelt ebenso überliefern wie die Verbrechen.
1953 verabschiedete die Knesset das Gesetz zum Gedenken an Märtyrer und Helden, in dessen Ausführungsbestimmungen die Gedenkstätte Yad Vashem den Auftrag erhielt, eine Gedenkabteilung für die „Gerechten aus den Völkern“ einzurichten, „die ihr Leben riskierten, um Juden zu retten“. Seit 1963 übernahm eine öffentliche Kommission unter der Schirmherrschaft von Yad Vashem die Aufgabe, vorgeschlagene Personen nach bestimmten Kriterien zu prüfen und gegebenenfalls als „Gerechte aus den Völkern“ anzuerkennen. Sie besteht aus in Israel bekannten Persönlichkeiten, die oft selbst Überlebende des Holocaust sind und staatliche oder politische Ämter bekleiden oder bekleideten. Vorsitzender ist ein Richter am Obersten Gerichtshof Israels; dies war zuerst Moshe Landau.

## Auswahlkriterien
Obwohl das Staatsgesetz Israels den Begriff nicht eindeutig definierte, sind die Hürden für eine Ehrung als „Gerechter unter den Völkern“ hoch. Die vier Hauptkriterien für eine Anerkennung sind:
- eine konkrete und sicher bezeugte Rettungsaktion für Juden oder Teilnahme an einer solchen
- dabei nachweislich eingegangenes persönliches Risiko
- kein Verlangen einer Gegenleistung für die gewährte Hilfeleistung
- nichtjüdische Abstammung.

Deshalb wurden Personen, die zwar ihr Leben riskiert, aber dafür eine Bezahlung von den geretteten Juden verlangt hatten, von der Ehrung ausgeschlossen. In Fällen diplomatischer Immunität des Helfers achtet die Prüfungskommission auf die genauen Einzelumstände seiner Rettungsaktion.
Die Vergabe des Ehrentitels erfolgt aufgrund eindeutiger Dokumente, die von Yad Vashem und – soweit es sie noch gibt – Überlebenden des Holocaust und anderen Zeitzeugen mündlich oder schriftlich vorgelegt werden. Oft werden auch authentische Dokumente aus europäischen Archiven, die die von Überlebenden geschilderten Ereignisse bestätigen, eingeholt und zugelassen.

## Problematik
Der Auftrag von Yad Vashem erstreckt sich auf alle zuverlässig bezeugten Rettungsaktionen, solange diese der Kommission bekannt werden. Dabei wird nicht beansprucht, alle Retter und geretteten Juden während der NS-Zeit zu ermitteln, denn dies ist aus mehreren Gründen historisch unmöglich:
- Sowohl Überlebende des Holocaust als auch Retter sind vielfach bereits gestorben.
- Die übrigen leben in der ganzen Welt verstreut.
- Eine unbekannte Zahl geretteter Juden und Retter hat es vorgezogen, nach dem Krieg anonym zu bleiben.
- Eine weitere Anzahl Geretteter kam noch während des Krieges ums Leben, so dass sie als Zeugen ausfallen.
- Ein Teil der Retter kam bei ihrem Rettungsversuch oder danach ums Leben.
- Manche Überlebende informierten Yad Vashem nicht über die genauen Einzelheiten ihrer Rettung, so dass eine Prüfung des Falls nicht möglich war.
- Viele Retter aus dem früheren Ostblock wurden nicht bekannt, weil ihre Staaten die Beziehungen zu Israel abgebrochen hatten, so dass die Geretteten Yad Vashem nicht informieren konnten.
- Kollektive Rettungsaktionen wie die der Dänen im September und Oktober 1943 wurden nur exemplarisch für einige besonders hervortretende Personen anerkannt.
- In vielen Grenzfällen ist das Kriterium „Gefährdung des eigenen Lebens“ schwer feststellbar: etwa wo ein Retter als Diplomat oder Verwaltungsbeamter besonderen staatlichen Schutz vor Strafverfolgung genoss. Im Prinzip war das Retten von Juden unter der NS-Herrschaft jedoch immer lebensbedrohlich, sodass Yad Vashem dieses Kriterium in der Spruchpraxis im Sinne einer Gefährdung der eigenen Position weit auslegte.[3]
- Auch zum Christentum konvertierte Juden und deren direkte Nachfahren können nicht geehrt werden (z. B. Nicholas Winton oder Berthold Storfer).

In Deutschland nennt man Personen, die Juden zwischen 1938 und 1945 beim Untertauchen halfen und vor Deportation bewahrten oder dies versuchten, oft Judenretter oder Judenhelfer. Für viele von ihnen wurde kein Antrag auf Anerkennung als Gerechter unter den Völkern gestellt.

## Ehrung

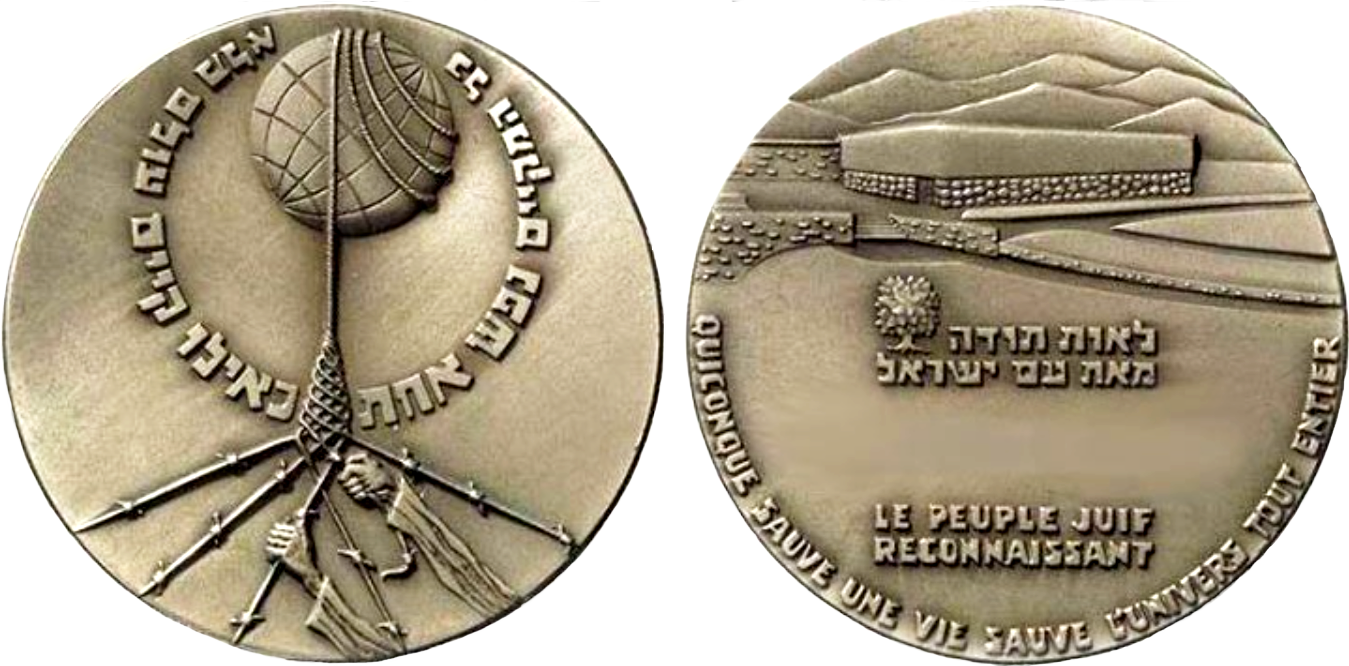
Medaille Gerechter unter den Völkern – Wer immer ein Menschenleben rettet, hat damit gleichsam eine ganze Welt gerettet

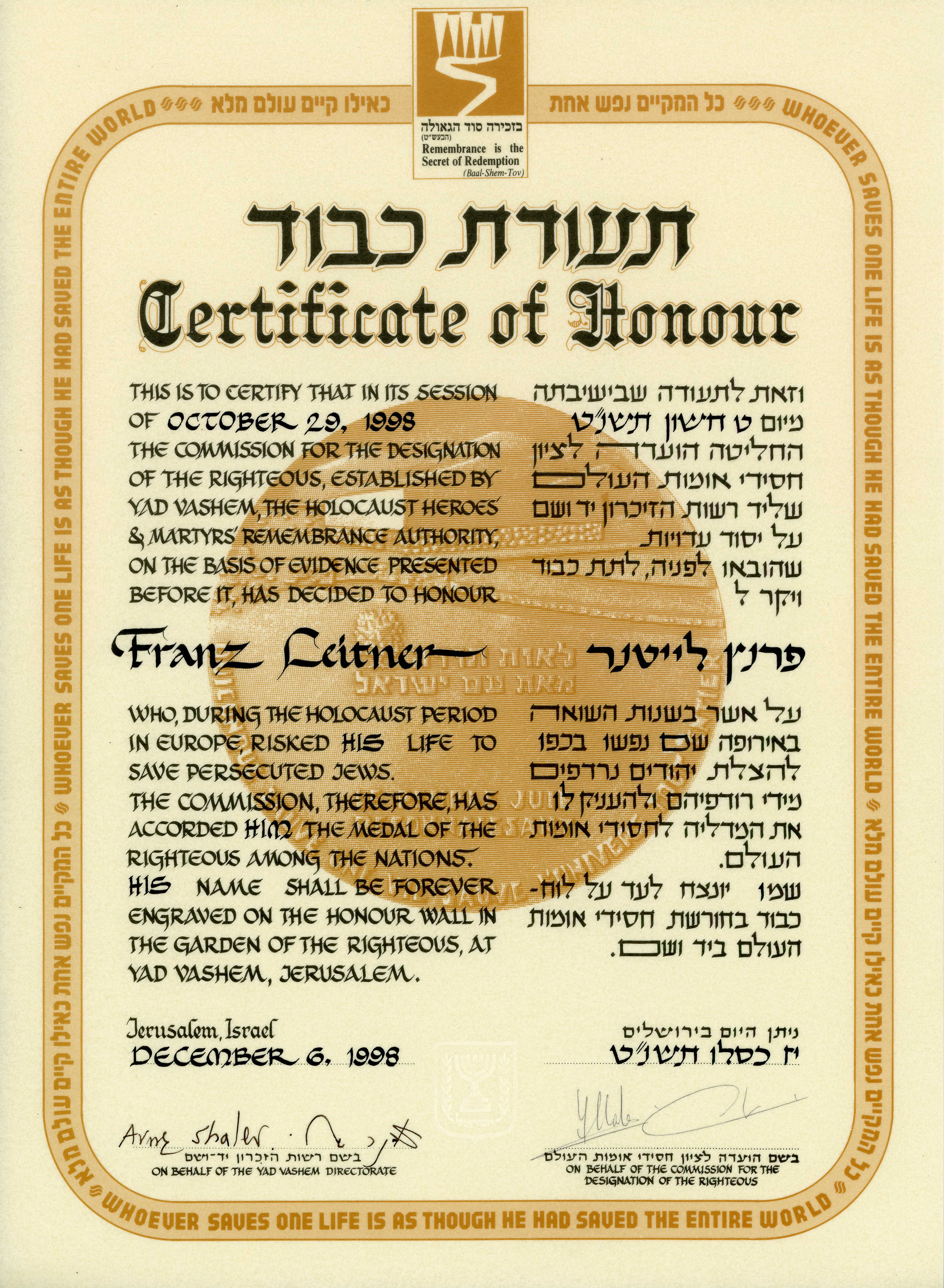
Urkunde aus dem Jahr 1998 für Franz Leitner (1918–2005)

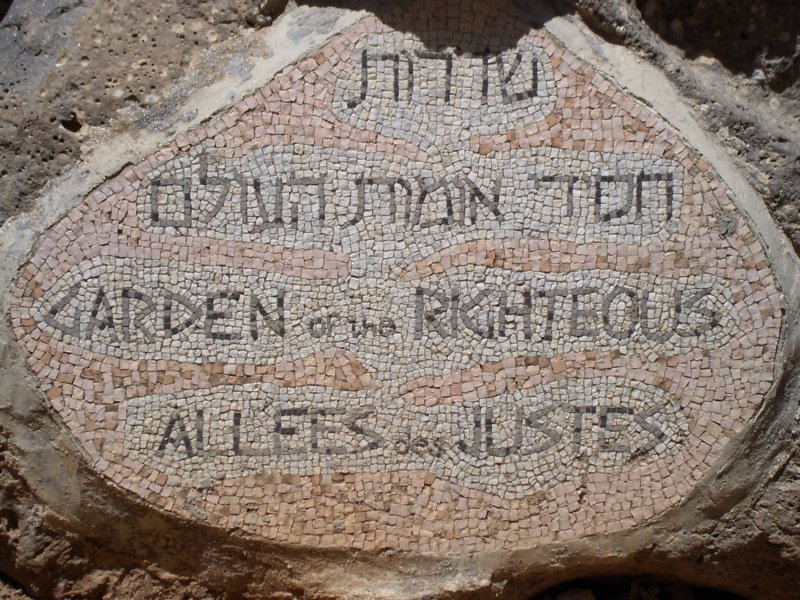
Eingang zum „Garten der Gerechten“ in der Gedenkstätte Yad Vashem

Eine Person, die als Gerechter unter den Völkern geehrt wird, erhält eine speziell geprägte Medaille mit ihrem Namen und einem Zitat aus dem Mischnatraktat Sanhedrin:

“.כל המקיים נפש אחת, כאילו קיים עולם מלא”

„Kol haMekajem nefesch achat, ke'ilu kajam olam male.“

„Wer immer ein Menschenleben rettet, hat damit gleichsam eine ganze Welt gerettet.“

Zudem erhält der oder die Geehrte ein Ehrenzertifikat und die Ehre, dass ihr Name an der Wall of Honor („Ehrenmauer“) im Garten der Gerechten in Yad Vashem in Jerusalem angeschlagen wird. Ferner darf jeder so Geehrte einen Baum auf der „Allee der Gerechten“ auf dem „Berg des Gedächtnisses“ (Hazikaron) in Jerusalem pflanzen. Dies wird derzeit allerdings aus Platzmangel selten in Anspruch genommen.
Die Ehrung wird den Geehrten oder ihren nächsten Anverwandten in einer feierlichen Zeremonie in Israel oder in ihrem Heimatland durch die Botschaften und die dortigen israelischen Repräsentanten verliehen. Meist werden diese Ehrungen in den Medien stark beachtet.
Yad Vashem ist durch das Yad-Vashem-Gesetz von 1953 autorisiert, den Gerechten unter den Völkern als Zeichen der Anerkennung für ihre Taten die Ehrenbürgerschaft – und, wenn sie verstorben sind, die israelische Staatsangehörigkeit im Gedenken – zu verleihen. Jeder so Geehrte ist aufgerufen, bei Yad Vashem diese Urkunde anzufordern. Falls er nicht mehr lebt, wird seinen Nachfahren dieses Recht zuerkannt. Yad Vashem hat die Aufgabe, das Programm so lange fortzusetzen, wie Petitionen um diesen Titel eingehen und die Kriterien für die Ehrung erfüllen.
Ein Gerechter unter den Völkern erhält ein monatliches Ehrengeld in Höhe des Durchschnittslohns. Zusätzlich wird ihm und seinem Ehepartner ein Genesungsgeld für Beamte gezahlt. Gesundheitsleistungen nach dem Nationalen Krankenversicherungsgesetz werden kostenlos geleistet. Ein Gerechter unter den Völkern, der wirtschaftliche Not leidet, wo auch immer er lebt, erhält von der in New York zu diesem Zweck gegründeten Jüdischen Stiftung für die Gerechten eine Unterstützung. Der Anne-Frank-Fonds in Basel übernimmt die medizinische Unterstützung.
Die Gerechten, die in Israel leben, erhalten eine staatliche Pension. Israel bietet 57 überlebenden Gerechten unter den Völkern eine Heimat, die Juden gerettet haben und nach dem Zweiten Weltkrieg emigriert sind, um dort allein oder mit ihren Familien zu leben. ATZUM sorgt dafür, ihre Grundbedürfnisse zu befriedigen, soweit dies nicht vom israelischen Sozialsystem (NII) übernommen wird, ihnen Besuche von israelischen adopted grandchildren und von professionellen Helfern zu gewährleisten und ihnen geriatrische, zahnmedizinische und weitere Hilfe zu bieten.

## Anzahl der „Gerechten“ nach Nationalitäten
Mit Stand Januar 2022 trugen 28.217 Menschen einschließlich ihrer Familienangehörigen, die gemeinsam Juden beim Überleben geholfen haben, die Ehrenbezeichnung. Sie stehen für über 8.000 authentische Berichte einer Rettung.
(Stand 1. Januar 2022)
| Polen                                        | 7.232 |                | Österreicher | 115           |   | Portugiesen | 3 |
| Niederländer 1                               | 5.982 | Moldauer       | 79           | Chinesen      | 2 |             |   |
| Franzosen                                    | 4.206 | Albaner        | 75           | Brasilianer   | 2 |             |   |
| Ukrainer                                     | 2.691 | Rumänen        | 69           | Indonesier    | 3 |             |   |
| Belgier 2                                    | 1.787 | Norweger       | 68           | Chilenen      | 2 |             |   |
| Litauer                                      | 924   | Bosnier        | 49           | Luxemburger 2 | 2 |             |   |
| Ungarn                                       | 876   | Schweizer      | 49           | Peruaner      | 2 |             |   |
| Italiener                                    | 766   | Armenier       | 24           | Georgier      | 1 |             |   |
| Belarussen                                   | 680   | Briten         | 22           | Japaner       | 1 |             |   |
| Deutsche                                     | 651   | Dänen 3        | 22           | Iren          | 1 |             |   |
| Slowaken                                     | 638   | Bulgaren       | 20           | Montenegriner | 1 |             |   |
| Griechen                                     | 364   | Slowenen       | 16           | Kubaner       | 1 |             |   |
| Russen                                       | 217   | Nordmazedonier | 10           | Türken        | 1 |             |   |
| Serben                                       | 139   | Schweden       | 10           | Vietnamesen   | 1 |             |   |
| Letten                                       | 138   | Spanier        | 9            | Salvadorianer | 1 |             |   |
| Kroaten                                      | 130   | US-Amerikaner  | 5            | Ägypter       | 1 |             |   |
| Tschechen                                    | 125   | Esten          | 3            | Ecuadorianer  | 1 |             |   |
| Insgesamt: 28.217 Gerechte unter den Völkern |       |                |              |               |   |             |   |